# Magic Candies
Magic Candies é um curta-metragem de animação japonês de 2024 dirigido por Daisuke Nishio, escrito por Baek Hee-na e produzido pelo estúdio de animação japonês Toei Animation. A história é inspirada no livro ilustrado coreano Magic Candies. O filme de 21 minutos levou quatro anos para ser concluído. Estreou no Festival Internacional de Cinema Infantil de Nova Iorque de 2024 e recebeu várias indicações e prêmios, incluindo uma indicação para o Grande Prêmio do Júri no AFI Fest de 2024 e uma indicação para o prêmio de melhor curta-metragem no Festival de Cinema de Londres. Em 17 de dezembro de 2024, Magic Candies foi pré-selecionado para o 97º Oscar na categoria de melhor curta-metragem de animação. Foi indicado nessa categoria, marcando o primeiro anime da Toei a alcançar essa honra.

## Enredo
Dong-Dong não brinca com outras crianças, ele prefere brincar de bolinhas de gude sozinho. Um dia, enquanto procurava novas bolinhas de gude, Dong-Dong compra um saco de doces coloridos em forma de bolinhas de gude. Ele logo descobre que quando coloca uma delas na boca, seu velho sofá começa a falar com ele. Por alguns minutos, ele conversa com o sofá até que o doce derreta. Graças a esses doces mágicos, Dong-Dong começa a ter encontros especiais com o mundo ao seu redor e descobre novas perspectivas, incluindo a sua própria.

## Prêmios e indicações
| Ano  | Premiação                                                       | Prêmio/Categoria                                         | Resultado | Ref.          |
| ---- | --------------------------------------------------------------- | -------------------------------------------------------- | --------- | ------------- |
| 2024 | Festival Internacional de Cinema Infantil de Nova York          | Prêmio do Júri para Melhor Curta de Animação             | Venceu    | [ 10 ] [ 11 ] |
| 2024 | Festival Internacional de Cinema de Zlín para Crianças e Jovens | Golden Slipper de Melhor Curta de Animação para Crianças | Venceu    | [ 12 ]        |
| 2024 | AFI Fest                                                        | Grande Prêmio do Júri                                    | Indicado  | [ 5 ]         |
| 2024 | CineKid Festival                                                | Melhor Curta-Metragem Internacional                      | Venceu    | [ 13 ]        |
| 2024 | Festival Internacional de Curtas-Metragens de Sapporo           | Prêmio de Estreia no Japão                               | Venceu    | [ 14 ]        |
| 2024 | Festival de Cinema de Londres                                   | Melhor Curta-Metragem                                    | Indicado  | [ 6 ]         |
| 2024 | Festival de Cinema de Cambridge                                 | Prêmio do Público para Melhor Curta-Metragem             | Venceu    | [ 15 ]        |
| 2024 | Festival de Cinema Giffoni                                      | Competição Oficial                                       | Indicado  | [ 16 ]        |
| 2024 | Festival Internacional de Curtas-Metragens de Vancouver         | Competição Internacional                                 | Indicado  | [ 17 ]        |
| 2025 | Oscar                                                           | Melhor curta-metragem de animação                        | Indicado  | [ 18 ]        |